# Två tungor
Två tungor är ett studioalbum av den svenske vissångaren Fred Åkerström, utgivet 1973 på skivbolag Metronome. Skivnummer MLP 15 476. Det utkom på CD 1990.
Albumet producerades av Anders Burman och spelades in i september–november 1972 i Metronome Studio. Ljudtekniker var Åke Eldsäter. På skivan ackompanjerades Åkerström av Finn Kalvik (gitarr) och Lillebjørn Nilsen (gitarr). Lars Pettersson, Mike Watson och Palle Danielsson spelade bas och Georg Riedel arrangerade stråkar till några av sångerna.
Albumets öppningsspår "Jag ger dig min morgon", en svensk översättning av Tom Paxtons "I Give You the Morning", har blivit mycket känd. Även titelspåret "Två tungor" av Finn Kalvik har spelats in av flera artister.
Albumets omslag designades av Stig Söderqvist och visar på ena sidan en glad Åkerström, rödklädd, långhårig och skäggig och på den andra sidan hans knutna näve omgiven av röda stjärnor. Flera av spåren på skivan är vänsterpolitiska. Omslagsfotot togs av Björn Davidsson och fotot som visar arbetet i studion togs av Larsåke Thuresson.
Två tungor är upptagen i boken Tusen svenska klassiker (2009). Skivan rankades av Sonic Magazine i juni 2013 som det 53:e bästa svenska albumet någonsin.

## Innehåll
Där inget annat anges är visorna skrivna av Fred Åkerström.

### LP
Sida A
1. "Jag ger dig min morgon" – 3:46 ("I Give You the Morning", Tom Paxton, svensk text: Åkerström)
2. "Berceuse" – 2:54 (André Bjerke, Finn Kalvik, Åkerström)
3. "Oslo" – 2:33
4. "Två tungor" – 1:59 (Kalvik, Åkerström, Inger Hagerup)
5. "Sannah" – 2:52
6. "Natt i en stad" – 2:48 (Lillebjørn Nilsen, Åkerström)

Sida B
1. "Den gamle skärsliparen" (Åkerström, Kai Normann Andersen, Sigfred Pedersen)
2. "Spritarnas tango eller Eine kleine Schnappsmusik" – 0:44
3. "Vissångarvisa" – 3:25
4. "Visa till ombudsmän" – 4:14 (Åkerström, Kent Andersson)
5. "Till Gruvtolvan" – 1:02 ("Tula hem och tula vall", trad, text: Åkerström)
6. "Den trettionde i första sjuttiotvå" – 3:54

### CD
1. "Jag ger dig min morgon" – 3:46 ("I Give You the Morning", Tom Paxton, svensk text: Åkerström)
2. "Berceuse" – 2:54 (André Bjerke, Finn Kalvik, Åkerström)
3. "Oslo" – 2:33
4. "Två tungor" – 1:59 (Kalvik, Åkerström, Inger Hagerup)
5. "Sannah" – 2:52
6. "Natt i en stad" – 2:48 (Lillebjørn Nilsen, Åkerström)
7. "Den gamle skärsliparen" (Åkerström, Kai Normann Andersen, Sigfred Pedersen)
8. "Spritarnas tango eller Eine kleine Schnappsmusik" – 0:44
9. "Vissångarvisa" – 3:25
10. "Visa till ombudsmän" – 4:14 (Åkerström, Kent Andersson)
11. "Till Gruvtolvan" – 1:02 ("Tula hem och tula vall", trad, text: Åkerström)
12. "Den trettionde i första sjuttiotvå" – 3:54

## Medverkande
"Jag ger dig min morgon"
- Finn Kalvik – gitarr
- Lillebjørn Nilsen – gitarr
- Lars Pettersson – bas
- Georg Riedel – stråkarrangemang
- Fred Åkerström – sång

"Berceuse"
- Per Olof Gillblad – engelskt horn, oboe
- Finn Kalvik – gitarr
- Wilhelm Lanzky-Otto – valthorn
- Georg Riedel – arrangemang
- Fred Åkerström – sång

"Oslo"
- Finn Kalvik – gitarr
- Lillebjørn Nilsen – gitarr
- Lars Pettersson – bas
- Fred Åkerström – sång, gitarr

"Två tungor
- Finn Kalvik – gitarr
- Fred Åkerström – sång

"Sannah"
- Palle Danielsson – bas
- Georg Riedel – stråkarrangemang
- Fred Åkerström – sång, gitarr

"Natt i en stad"
- Per Olof Gillblad – engelskt horn
- Wilhelm Lanzky-Otto – valthorn
- Lillebjørn Nilsen – gitarr
- Lars Pettersson – bas
- Georg Riedel – stråkarrangemang
- Fred Åkerström – sång

"Den gamle skärsliparen"
- Palle Danielsson – bas
- Fred Åkerström – sång, gitarr

"Spritarnas tango eller Eine kleine Schnappsmusik"
- Hawkey Franzén – gitarr
- Mats Glenngård – fiol
- Mike Watson – bas
- Fred Åkerström – sång, gitarr

"Vissångarvisa"
- Hawkey Franzén – gitarr
- Mats Glenngård – fiol
- Lillebjørn Nilsen – banjo
- Mike Watson – bas
- Fred Åkerström – sång, gitarr

"Visa till ombudsmän"
- Palle Danielsson – bas
- Fred Åkerström – sång, gitarr

"Till Gruvtolvan"
- Lillebjørn Nilsen – gitarr, flöjt
- Fred Åkerström – sång

"Den trettionde i första sjuttitvå"
- Lillebjørn Nilsen – gitarr, munspel
- Lars Pettersson – bas
- Fred Åkerström – sång

### Fotnoter
1. 1 2 3  ”Två tungor”. Discogs.com. http://www.discogs.com/Fred-%C3%85kerstr%C3%B6m-Tv%C3%A5-Tungor/release/1402550. Läst 30 januari 2013.
2. ↑  ”Två tungor”. Svensk mediedatabas. http://smdb.kb.se/catalog/search?q=%C3%A5kerstr%C3%B6m+tv%C3%A5+tungor&sort=OLDEST. Läst 30 januari 2013.
3. 1 2  Gradvall et al 2009, #339
4. ↑  Sonic #69, sommaren 2013